# Чубушник Шренка
Чубушник Шренка (лат. Philadelphus schrenkii) — вид кустарников рода Чубушник (Philadelphus) семейства Гортензиевые (Hydrangeaceae).

## Распространение и экология
В природе встречается в Китае, Корее и Японии. На Дальнем Востоке России распространён в Приморском и Хабаровском крае, Амурской области.
Растёт по опушкам и среди кустарниковых зарослей каменных склонах и среди обломков скал.

## Ботаническое описание
Кустарник высотой 2—3 м, побеги волосистые, одеты коричневой корой, которая на втором году шелушится и заменяется на буровато-серую.
Листья от яйцевидные или широко-эллиптические, реже продолговато-эллиптические, по краю немногими маленькими зубчиками или почти цельнокрайные, реже с 10—15 зубцами, от тонких до более плотных.
Соцветия большей часть 7-цветковые, реже 5- или 9-цветковые; цветки диаметром 3—4 см, душистые.
Цветёт в июне. Плоды созревают в августе.
Очень трудноотличимый вид от чубушника тонколистного. Основное отличие — это опушённый столбик. К числу отличительных признаков относится более грубые листья и несколько более крупные, до 3—4 см в диаметре, цветки.

## Значение и применение
Применяется как декоративное растение.
Медонос.

## Классификация

### Таксономия
Вид Чубушник Шренка входит в род Чубушник (Philadelphus) подсемейства Hydrangeoideae семейства Гортензиевые (Hydrangeaceae) порядка Кизилоцветные (Cornales).
|  |                                      |  |                                                             |                                                             |                        |  | ещё 6 семейств (согласно Системе APG II) | ещё 6 семейств (согласно Системе APG II) |                                  |  |  |  | ещё около 20 родов | ещё около 20 родов  |  |  |
|  |                                      |  |                                                             |                                                             |                        |  | ещё 6 семейств (согласно Системе APG II) | ещё 6 семейств (согласно Системе APG II) |                                  |  |  |  | ещё около 20 родов | ещё около 20 родов  |  |  |
|  |                                      |  |                                                             | порядок Кизилоцветные                                       |                        |  |                                          |                                          | подсемейство Hydrangeoideae      |  |  |  |                    | вид Чубушник Шренка |  |  |
|  |                                      |  |                                                             | порядок Кизилоцветные                                       |                        |  |                                          |                                          | подсемейство Hydrangeoideae      |  |  |  |                    | вид Чубушник Шренка |  |  |
|  | отдел Цветковые, или Покрытосеменные |  |                                                             |                                                             | семейство Гортензиевые |  |                                          |                                          | род Чубушник                     |  |  |  |                    |                     |  |  |
|  | отдел Цветковые, или Покрытосеменные |  |                                                             |                                                             |                        |  |                                          |                                          |                                  |  |  |  |                    |                     |  |  |
|  |                                      |  | ещё 44 порядка цветковых растений (согласно Системе APG II) | ещё 44 порядка цветковых растений (согласно Системе APG II) |                        |  |                                          | ещё 1 подсемейство, Jamesioideae         | ещё 1 подсемейство, Jamesioideae |  |  |  | ещё около 60 видов |                     |  |  |
|  |                                      |  |                                                             | ещё 44 порядка цветковых растений (согласно Системе APG II) |                        |  |                                          |                                          | ещё 1 подсемейство, Jamesioideae |  |  |  |                    |                     |  |  |